# Abergavenny
Abergavenny (velšsky Y Fenni) je město v hrabství Monmouthshire na jihovýchodě Walesu. Nachází se 24 kilometrů západně od Monmouthu. Leží nedaleko hranic národního parku Brecon Beacons a začíná zde 161 kilometrů dlouhá stezka Beacons Way vedoucí celým národním parkem. V roce 2011 zde žilo 10 078 obyvatel. Město je sídlem fotbalového klubu Abergavenny Thursdays FC.